# José Lima
José Desiderio Rodríguez Lima (30 de septiembre de 1972 - 23 de mayo de 2010) fue un lanzador derecho dominicano que pasó trece temporadas en la Major League Baseball (MLB) con los Tigres de Detroit (1994-1996, 2001-2002), los Astros de Houston (1997-2001), Reales de Kansas City (2003, 2005), Los Angeles Dodgers (2004) y Mets de Nueva York (2006). 
Su mejor año en las Grandes Ligas fue en 1999, cuando ganó 21 partidos para los Astros y lanzó en los All-Star Game de ese año.

## Primeros años
Lima nació el 30 de septiembre de 1972 en Salaya un poblado del municipio Sabana Iglesia en Santiago provincia de la República Dominicana, era hijo de doña Nurys Mercedes Lima y Francisco Rodríguez (La Charca). Lima tiene 5 hermanos, más uno de crianza, entre ellos se destaca Frank Lima, el cual es músico. Lima fue firmado a los 17 años por el scout Ramón Peña para los Tigres de Detroit.

## Carrera en Grandes Ligas
Lima debutó en las Grandes Ligas con los Tigres de Detroit el 20 de abril de 1994 a los 21 años lanzando contra los Reales de Kansas City. Después de tres años en Detroit, fue cambiado a los Astros de Houston el 10 de diciembre de 1996. En 1999 hizo un récord de 21-10 y fue integrado en el Juego de Estrellas de la Liga Nacional de ese año. Sin embargo, después de la temporada de 1999, Lima se esforzó para recuperar su éxito, después en esa misma temporada, Lima perdió 16 partidos y toleró 48 jonrones, apenas dos menos que el récord de Bert Blyleven. El 23 de junio de 2001 Lima fue adquirido por Detroit nuevamente a cambio de Dave Mlicki. Fue liberado por Detroit durante la temporada de 2002.
En 2002 lanzó en la Ligas Independientes de Béisbol, pero regresó a Grandes Ligas en 2003, cuando fue adquirido por los Reales de Kansas City. En esa temporada, terminó con un récord de 7-0 con una efectividad de 2,17,. 
En 2004 fue adquirido por los Dodgers de Los Ángeles. Con los Dodgers, Lima terminó con un récord de 13-5 con una efectividad de 4,07, su mejor actuación desde la temporada de 1999. Posiblemente el mejor momento de su carrera fue el 9 de octubre de 2004 en el tercer partido en la Serie Divisional de la Liga Nacional, cuando hizo una blanqueada contra los Cardenales de San Luis. 
hhh
En 2005, regresó a Kansas City como agente libre, pero solo logró un récord de 5-16, con una efectividad de 6,99. 
El 14 de febrero de 2006, Lima fue firmado con un contrato de ligas menores por los Mets y lanzó para el equipo AAA Norfolk Tides. Fue integrado en el equipo oficial de los Mets el 7 de mayo de 2006, y tuvo un récord de 0-3 con una efectividad de 8.79 en tres aperturas antes de ser designado para asignación el 20 de mayo de 2006. El 4 de julio de 2006, fue llamado de nuevo a los Mets, cuando Heath Bell fue enviado de nuevo a Norfolk Tides. Lima tuvo otra mala salida el 7 de julio de 2006 contra los Marlins de la Florida, que incluyó un grand slam por parte de los Marlins, su rival en sese juego fue el pitcher Dontrelle Willis. Después de ese último partido, Lima fue designado para asignación nuevamente con el equipo Norfolk Tides durante la temporada 2006. Lima terminó la temporada 2006 con un récord de 0-4 con una efectividad de 9.87 en cuatro aperturas totales para los Mets.

## Organización Coreana de Béisbol
Para la temporada 2008, Lima firmó con los Kia Tigers, un reconocido equipo de la Organización Coreana de Béisbol. A pesar de las altas expectativas que tenían en Lima por ser un ex lanzador de las Grandes Ligas de Béisbol, Lima tuvo problemas en varias salidas al terreno. Después de eso, fue enviado a la liga menor de Corea, y los medios de comunicación informaron que los Kia Tigers sacarían a Lima del equipo, sin embargo, después de regresar a Kia Tigers, Lima consiguió dos victorias consecutivas contra los NEXEN Heroes al lanzar siete entradas sin permitir carreras, y contra los Águilas Hanhwa, lanzando cinco entradas y permitiendo sólo tres carreras, pero aun así los Kia Tigers lo sacaron del equpipo quedando así como agente libre final.

## Golden Baseball League
Lima firmó con los Long Beach Armada de la liga independiente Golden Baseball League (GBL) el 27 de marzo de 2009. Lima iba a jugar bajo la tutela del veterano entrenador de ligas menores y Grandes Ligas ex all-star Garry Templeton. Lima fue cambiado de Long Beach Armada para los Edmonton Capitals el 31 de julio de 2009. Durante una visita en mayo de los Edmonton Capitals a los Long Beach Armada, Lima fue recibido calurosamente por la fanaticada e incluso había un club de fanes en una parte del local en el estadio. Lanzó un total de cuatro partidos para los Edmonton Capitals, yéndose de 1-2 en la temporada regular y perdiendo su única aparición de postemporada en los playoff de la GBL.

## Liga Mexicana
En 2007, Lima también jugó para Saraperos de Saltillo en la Liga Mexicana.

## Liga Dominicana
En la Liga Dominicana, Lima jugó para los equipos Leones del Escogido a finales de los 90, y para las Águilas Cibaeñas de 2000 a 2009, terminó con una efectividad de 2.92 y un récord de 31 victorias y 22 derrotas.

## Personalidad
Lima solía ser muy extravagante, era muy conocido por sus gestos en el montículo y por acuñar la frase "Lima Time" cada vez que hacía sus apariciones. Su muestra excesivamente de ánimo en el montículo lo convirtieron en un favorito de los fanáticos, pero también provocaba ira en los equipos contrarios. También era conocido por sus extravagantes celebraciones después de sus victorias provocando a sus opositores.

## Vida personal y otros intereses
Lima tuvo dos pareja oficiales, la primera se llamó Melissa con quien tuvo un hijo llamado José Lima, Jr, la pareja se separó a principio del 2000. Después tuvo una segunda llamada Dorca Astacio con la cual vivió hasta su muerte. Tuvo 5 hijos en total. Lima mantuvo una relación amorosa con Yohanna Morel, una estudiante de comunicación de Santiago. 
A Lima le gustaba cantar y creó un grupo musical llamado "El mambo de Lima", del cual era vocalista y director. Lima se preparaba para en su retiro del béisbol llegar a ser comentarista deportivo. También preparaba una sociedad para un programa televisivo con el productor y comentarista venezolano Rafael Durán, conductor del programa Leyenda Latina. Igualmente, estaba preparando una escuela de béisbol en Jinamagao, un pueblo en Valverde donde ya tenía un campo para entrenar jóvenes de la localidad.

## Muerte
Lima ya tenía un historial de problemas cardíacos, pero no fue hasta la mañana del 23 de mayo de 2010 cuando murió a los 37 años de un ataque masivo al corazón. Fue llevado al Huntington Memorial Hospital, donde fue declarado muerto.